# Torreblanca

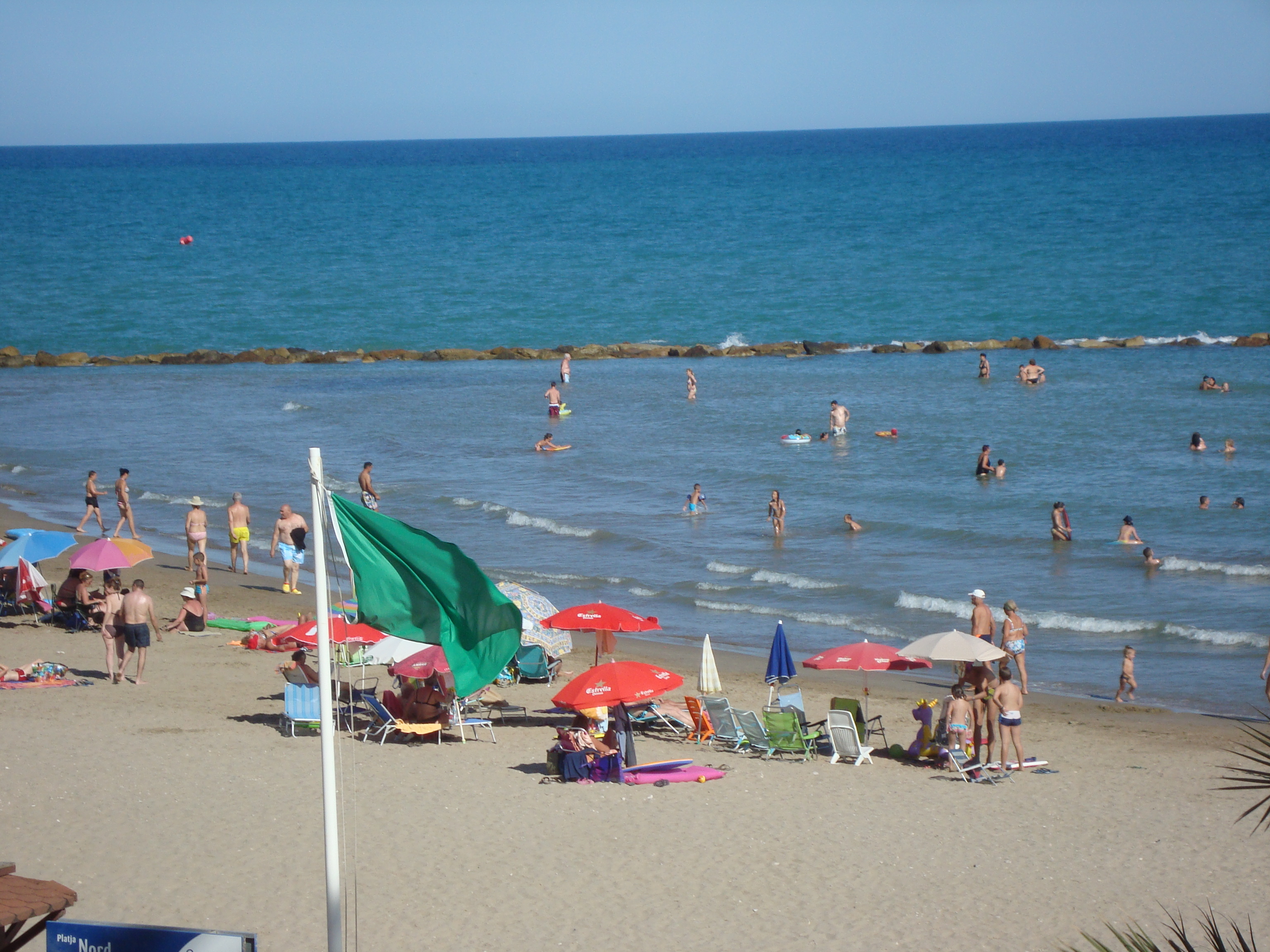
Playa Norte de Torrenostra- Torreblanca

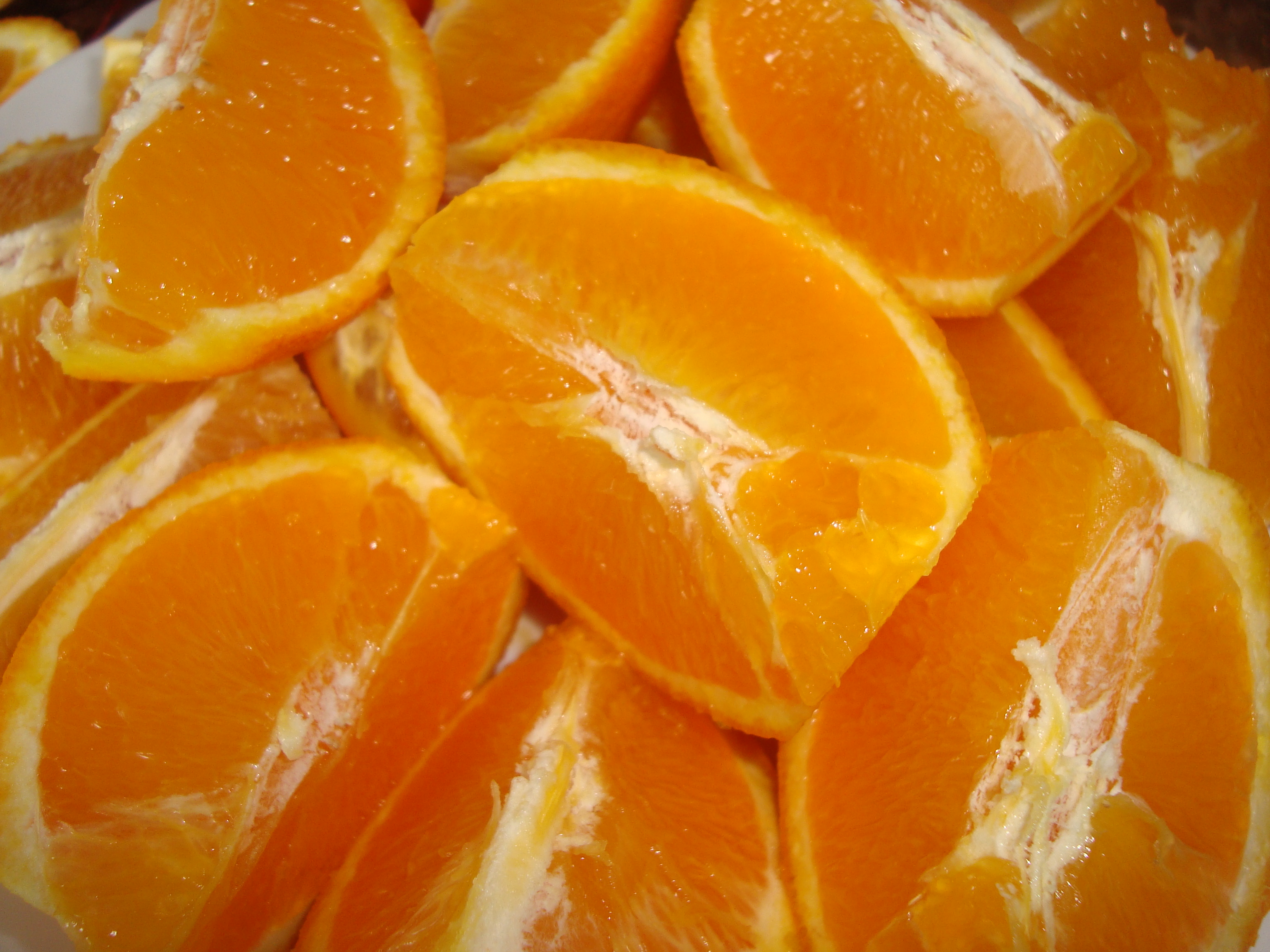
Naranjas a gajos con piel (Torreblanca)

Torreblanca è un comune spagnolo di 6 115 abitanti situato nella comunità autonoma Valenciana.

## Altri progetti

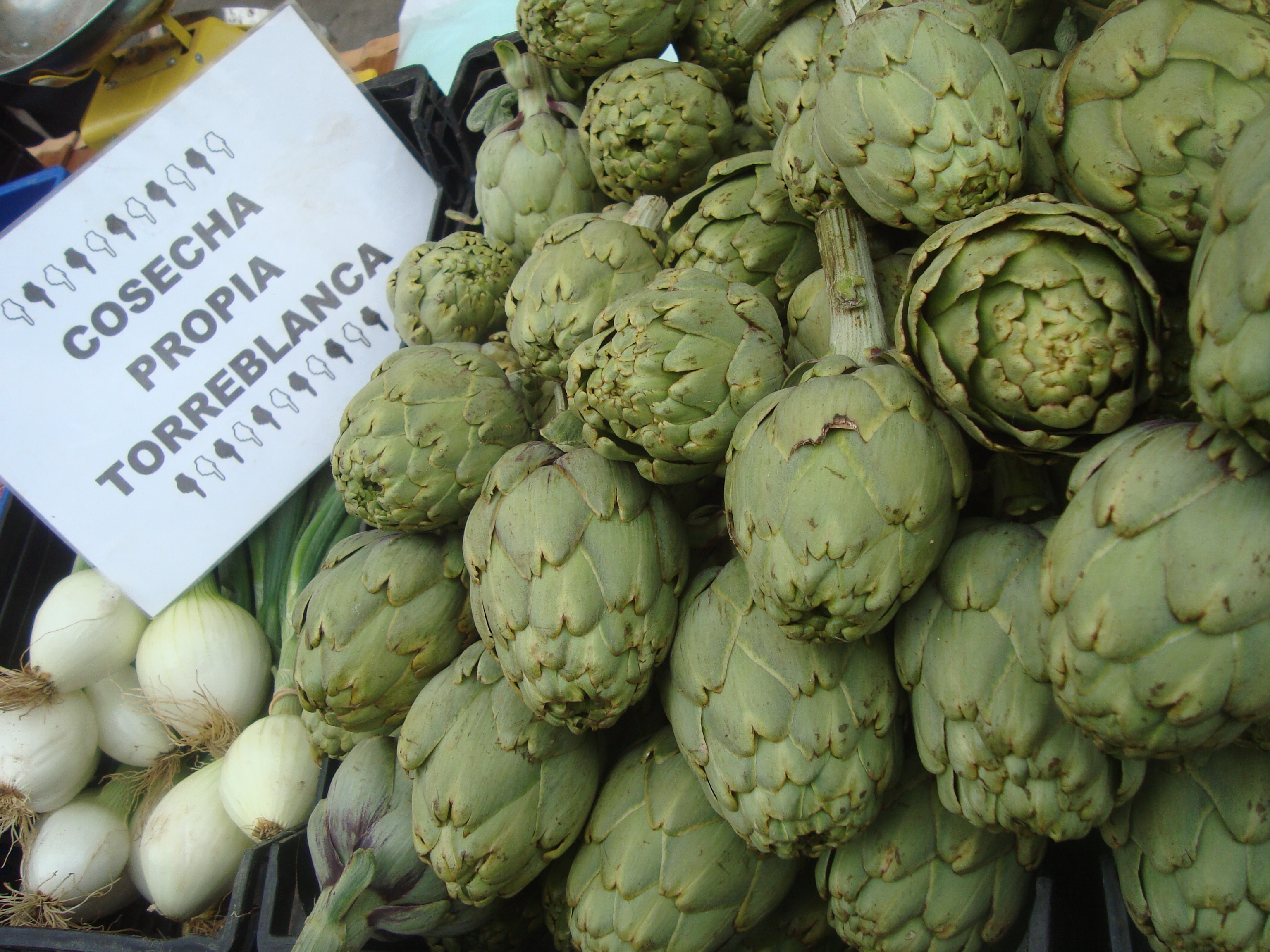
Verduras de Torreblanca

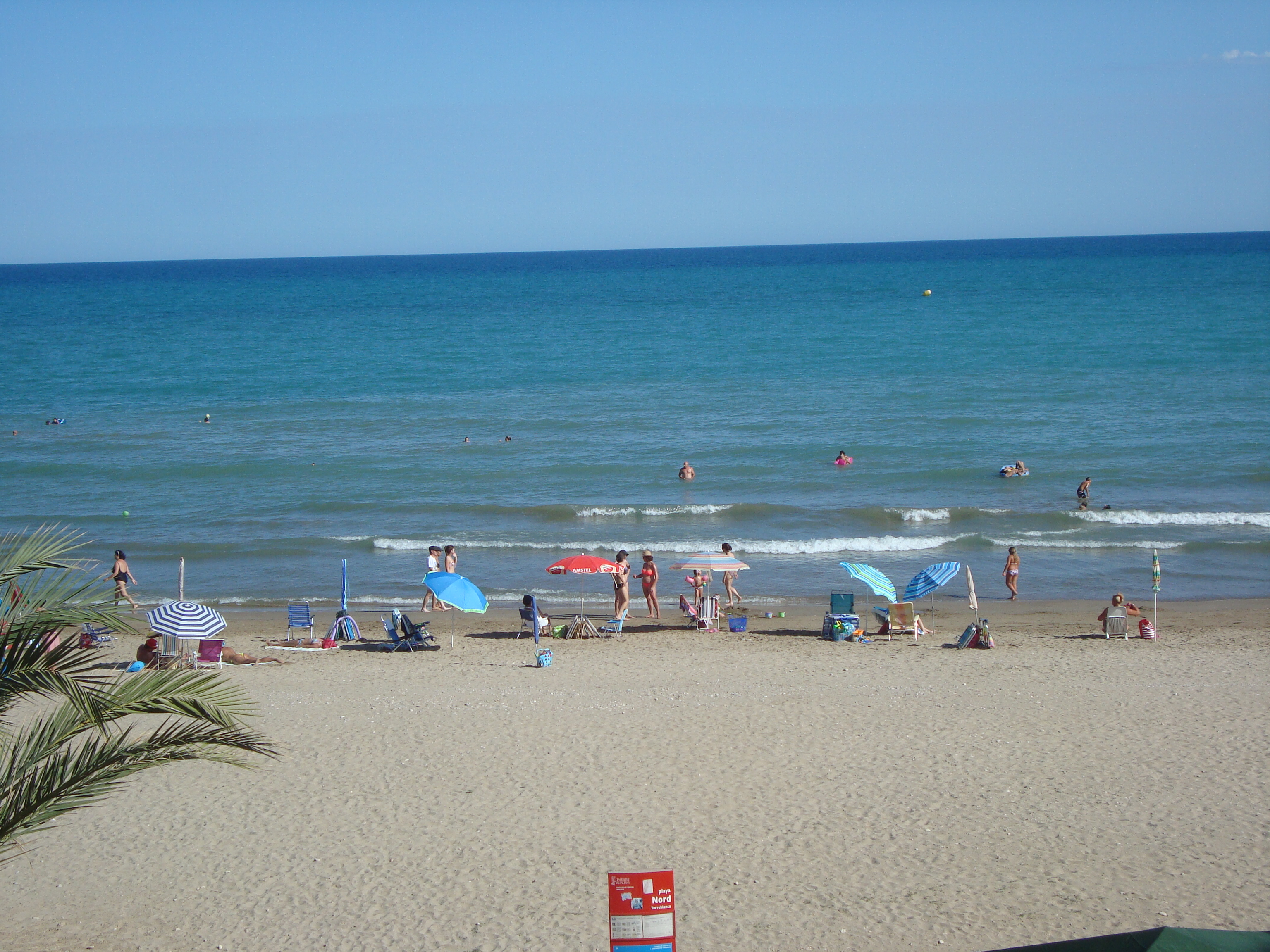
Spiaggia Nord (Torrenostra,Torreblanca)

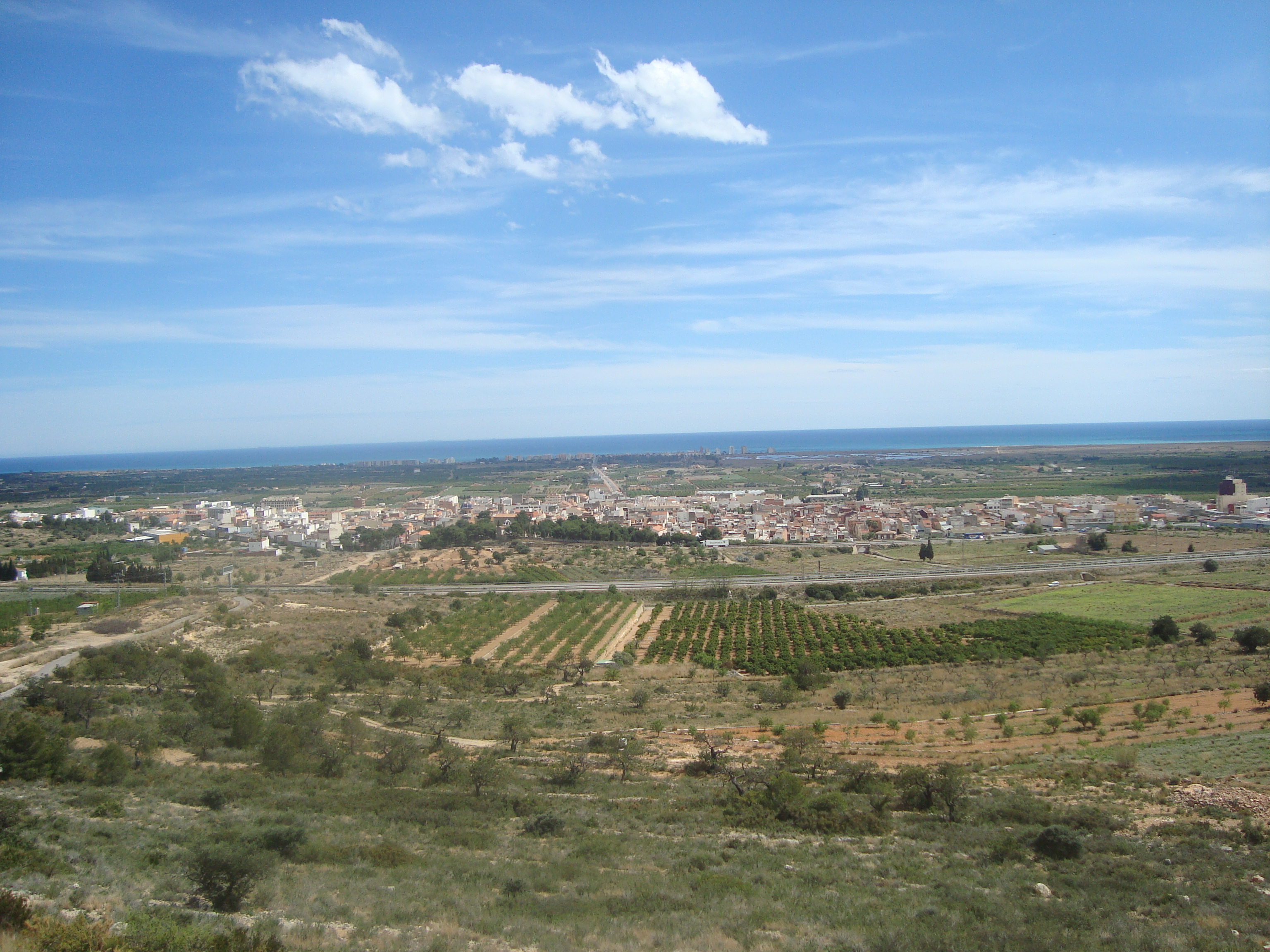
Vista panorámica de Torreblanca

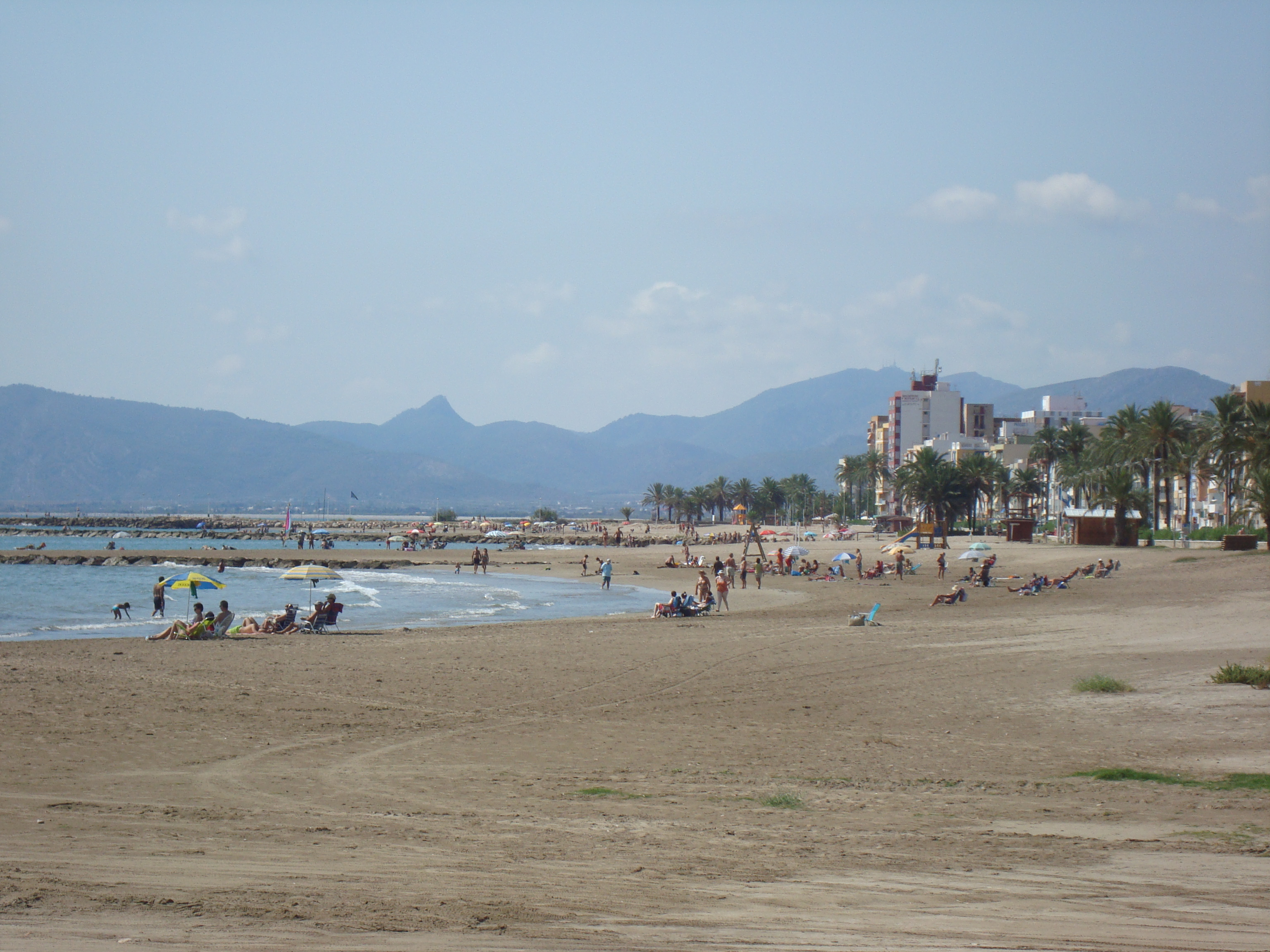
Spiaggia Nord (Torrenostra, Torreblanca)

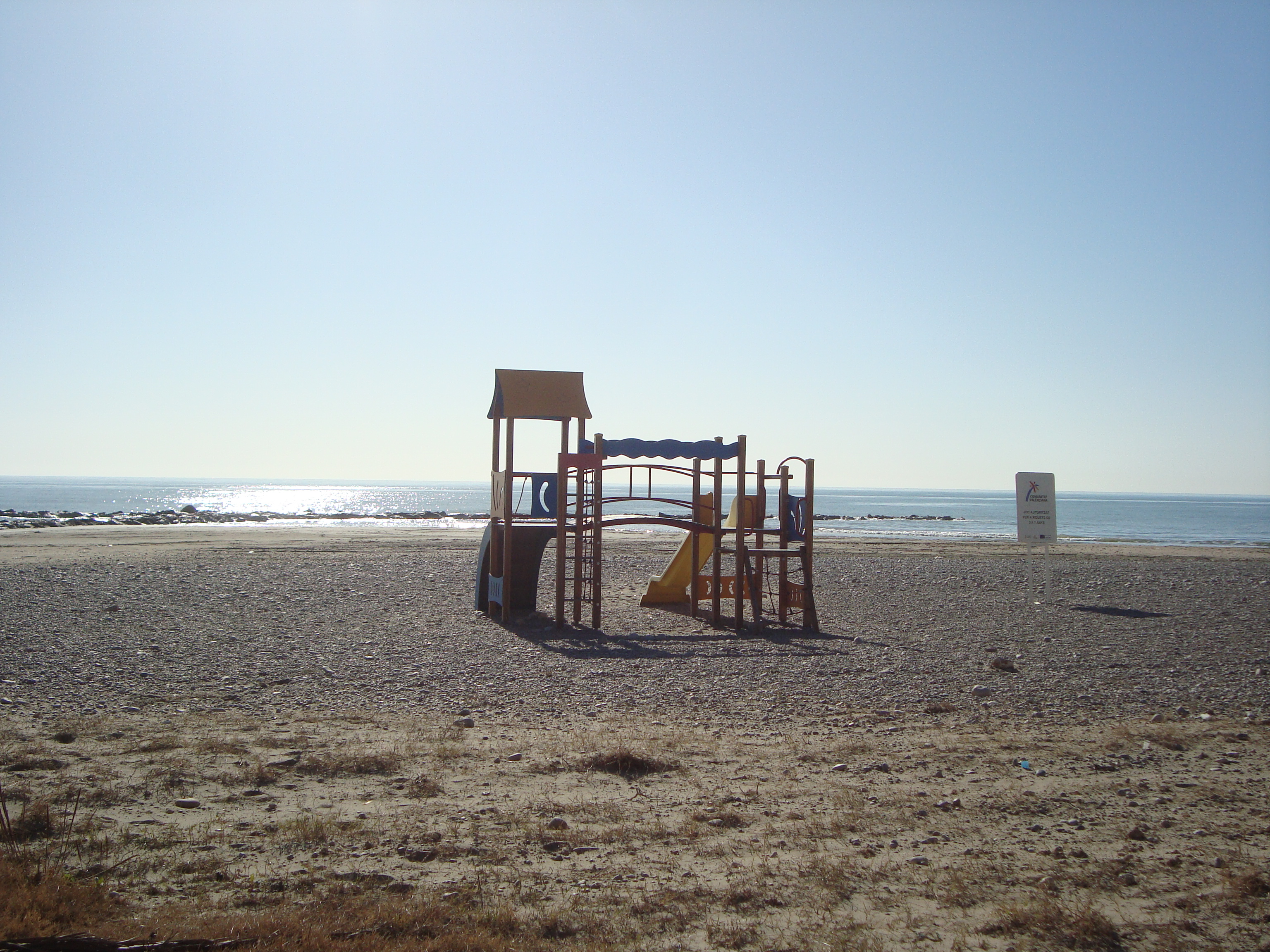
Spiaggia di Torreblanca

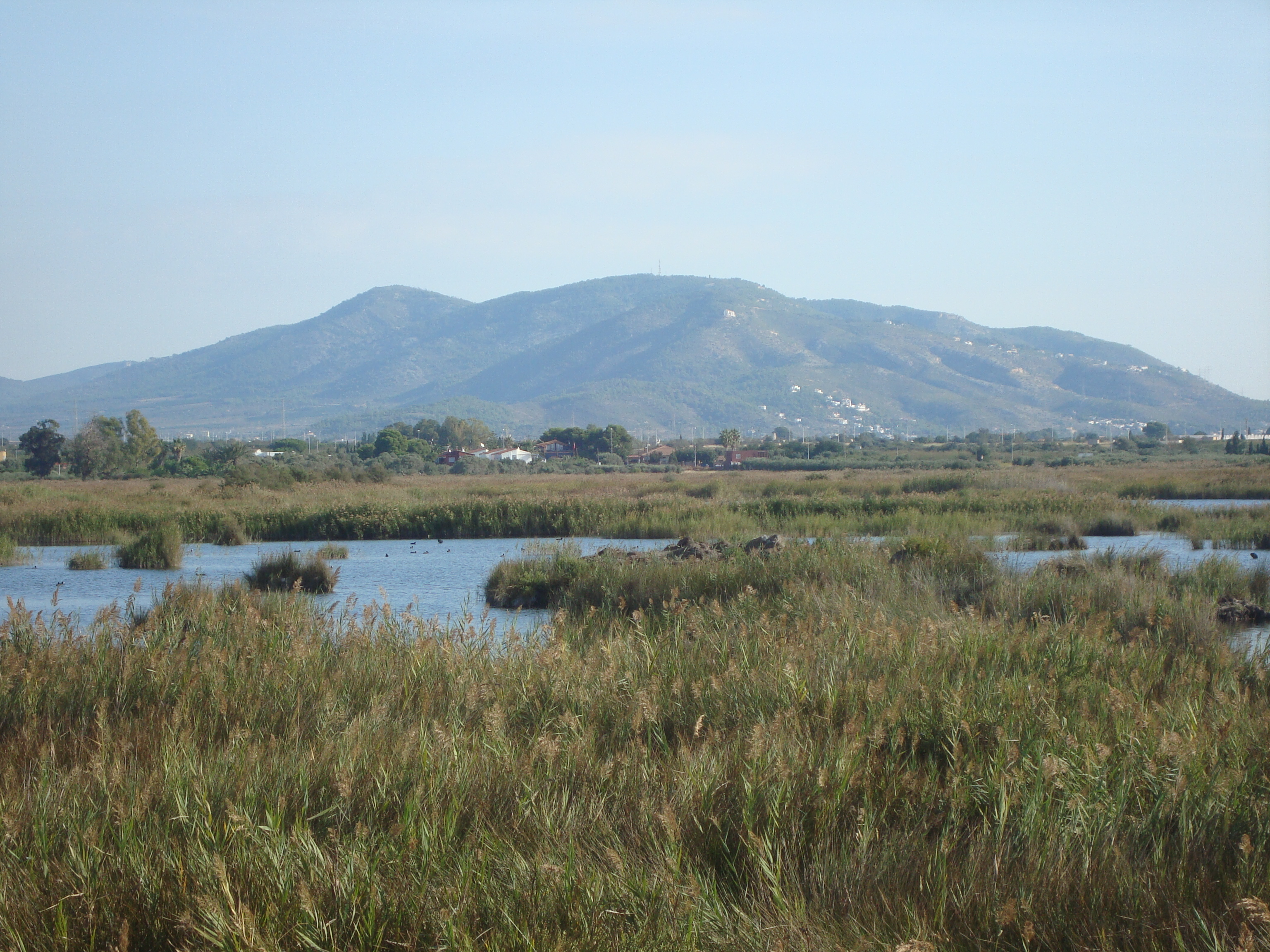
Paraje Natural del Prat de Cabanes-Torreblanca

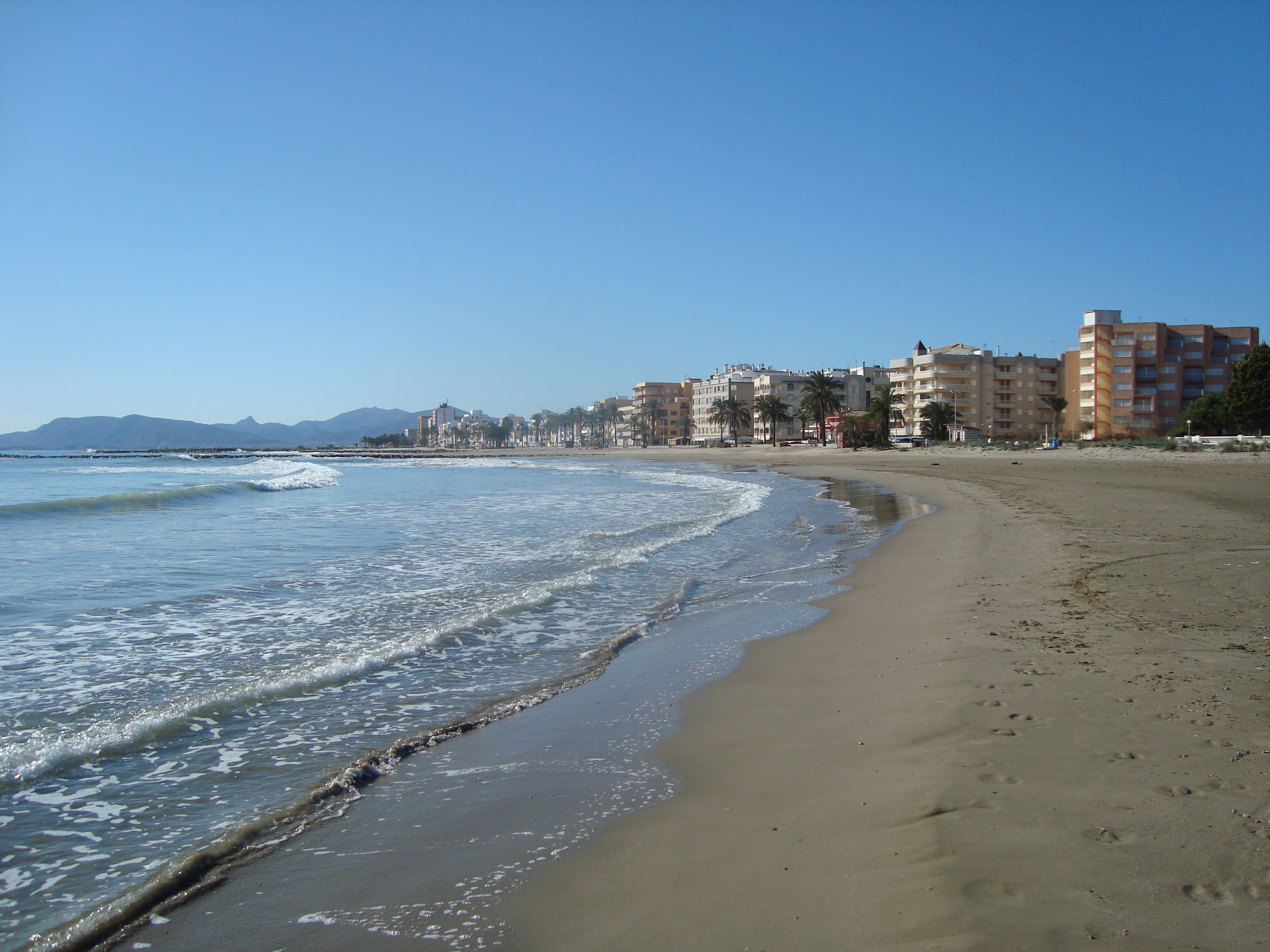
Spiaggia di Torreblanca

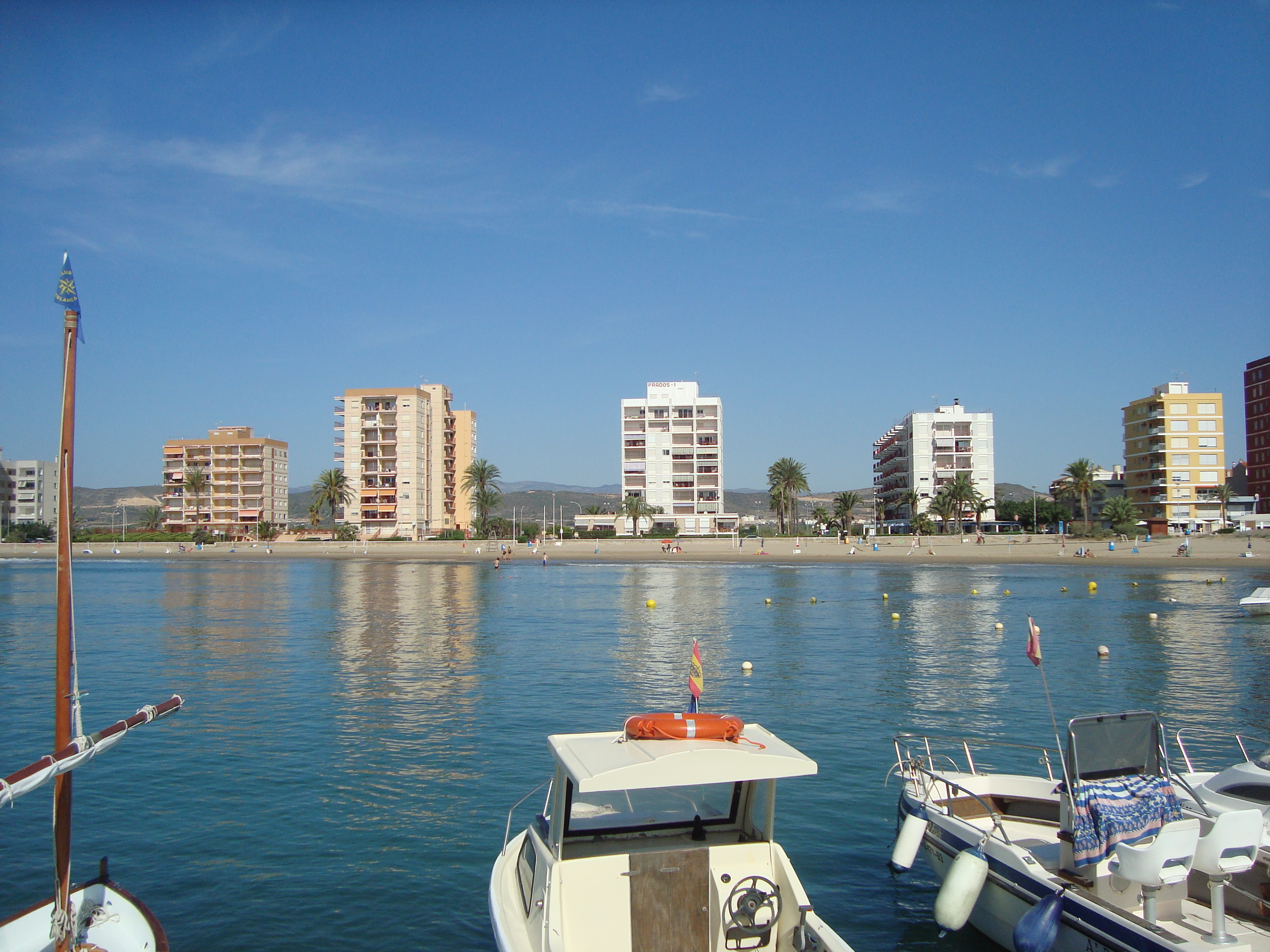
Spiaggia di Torreblanca

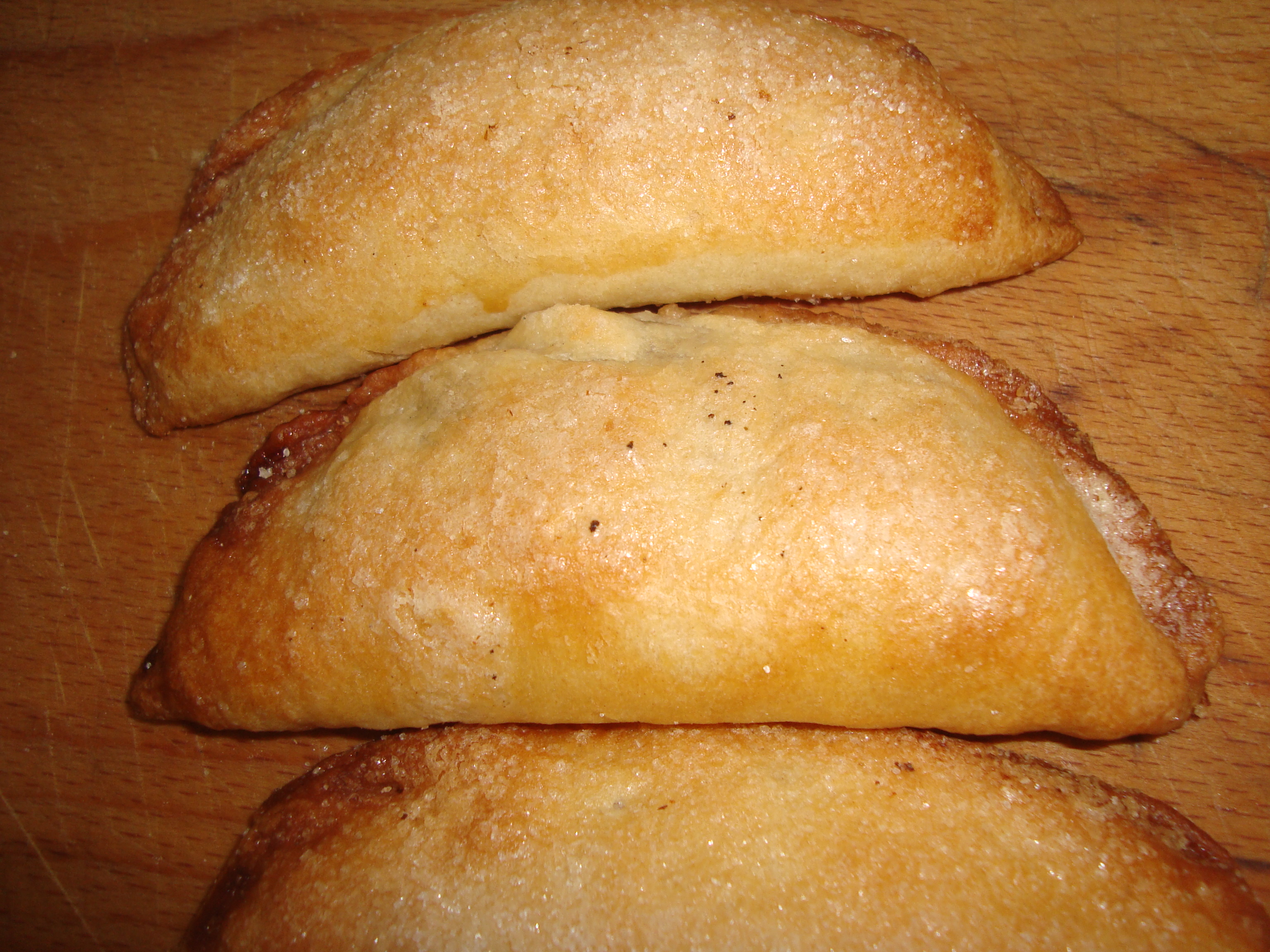
Pastissets de "Moniato"

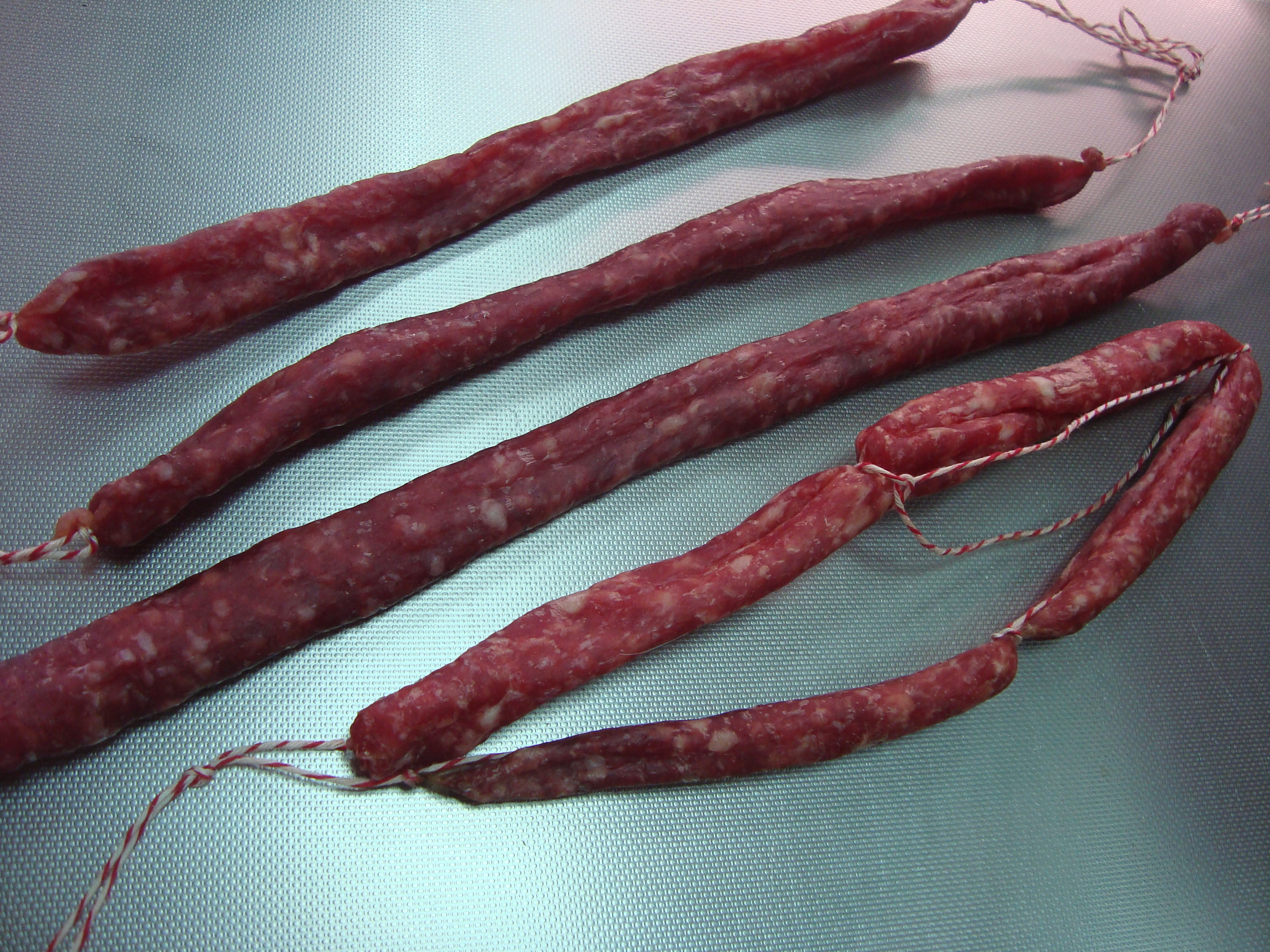
Longaniza seca torreblanquina, producto típico de Torreblanca